# Bibliothèque municipale d'Alajärvi
La bibliothèque municipale d'Alajärvi (en finnois : Alajärven kaupunginkirjasto) est un bâtiment construit au centre d'Alajärvi en Finlande.

## Présentation
La première bibliothèque publique d'Alajärvi a été fondée en 1866.
Le bâtiment de la bibliothèque actuelle a été construit en 1991 et ouverte au public en 1992.
Il est construit selon une conception originale de 1966 de l'architecte Alvar Aalto, bien qu'il n'ait été achevé qu'après sa mort en 1976 par des architectes travaillant au bureau d'architectes d'Alvar Aalto,.
La bibliothèque est située à proximité du centre administratif d'Alajärvi.